# Molly Meech
Molly Meech (Tauranga, 31 de març de 1993) és una esportista neozelandesa que competeix en vela en la classe 49er FX.
Va participar en els Jocs Olímpics de Rio de Janeiro 2016, on obtingué una medalla de plata en la classe 49er FX (juntament amb Alexandra Maloney). Uns èxits que no es van repetir en els Jocs de Tòkio, on la parella va quedar en 12a posició. Va guanyar dues medalles en el Campionat Mundial de 49er: or el 2013 i bronze el 2017.
Des de 2022 competeix amb Jo Aleh i juntes han obtingut el títol nacional de la classe i diversos bons resultats internacionals, entre els quals la sisena posició en el campionat del món de vela celebrat a La Haia.
Meech és una de les integrants de l'equip femení que competeix a Barcelona en la Copa Amèrica al 2024.

## Palmarès internacional
Jocs Olímpics
- Rio de Janeiro 2016: Medalla de plata

Campionats Mundials
- Marsella 2013: Medalla d'Or
- Matosinhos 2017: Medalla de broze